# Chiesa di San Nicola (Gesualdo)
La Chiesa di San Nicola è la chiesa madre di Gesualdo ed è dedicata al patrono della cittadina.

## Storia
La chiesa fu eretta a ridosso delle mura del castello, sul declivio della città fortificata, probabilmente intorno al XII secolo. Del suo primo impianto mancano i riscontri documentali, anche se l'esistenza di una cripta (fatta murare dal vescovo Giovanni Paolo Torti Rogadei nel XVIII secolo), caratterizzante le architetture ecclesiastiche sorte tra XI e XIII secolo, confermerebbe l'origine medievale.
Le più antiche notizie documentali attestanti l'esistenza dell'edificio risalgono ai primi decenni del XVI secolo, quando Gesualdo passò dal breve dominio del capitano spagnolo Consalvo de Cordoba a quello del feudatario Fabrizio I Gesualdo.
Durante il dominio dei Gesualdo la chiesa subì vari restauri ed ampliamenti in parte ancora leggibili tramite un'accurata analisi delle murature e ricordati da lapidi inserite all'interno del sacro edificio. Nel 1538, durante l'arcipretura del reverendo Mastronicola, venne arricchita da tribuna e coro ligneo e, successivamente, nel periodo delle Signorie di Carlo Gesualdo prima e di Niccolò I Ludovisi poi, venne impreziosita da un pregiatissimo corredo di opere pittoriche e suppellettili.
L'edificio fu in buona parte ricostruito in seguito al sisma del 1732 nelle forme in cui ancora oggi appare e riaperto al culto tra il 1755 e il 1760. Danneggiato pure dal terremoto del 1962 e da quello del 1980, rimase chiuso dagli anni Sessanta del Novecento fino al 6 dicembre 1997, data nella quale venne nuovamente riaperto al culto con grande partecipazione di popolo.

## Descrizione
Incastonato tra le case e i palazzi del centro storico, in posizione prospettica su Piazza Umberto I, l'edificio presenta una pianta a croce latina, con navata unica e cappelle laterali, nel rispetto dei canoni architettonici essenziali conseguenti ai dettami della Controriforma. Quando Gesualdo rientrava nella Diocesi di Avellino, la chiesa era seconda per grandezza dell'aula alla sola cattedrale del capoluogo di provincia.
L'austera facciata è arricchita da un grandioso portale barocco in pietra da taglio, scolpito da Giuseppe Landi da Calvanico nel 1760.
L'interno custodisce diverse tele, tra cui l'Ultima Cena di Giovanni Andrea Taurella, del 1602, e il Miracolo della Madonna della Neve, ascrivibile alla committenza di Carlo Gesualdo, che si è fatto raffigurare nell'opera accompagnato dalla seconda moglie Eleonora d'Este, lasciando scorgere, alle loro spalle, un volto femminile (probabilmente si tratta della prima moglie di Carlo, Maria d'Avalos, colta in flagrante adulterio e uccisa insieme all'amante Fabrizio Carafa nel 1590) e, all'estrema destra, un enigmatico giovane (presumibilmente l'autore del dipinto).
Le opere marmoree presenti (fonte battesimale e altare maggiore, con rispettive balaustre, e altari delle cappelle laterali) risalgono al XVIII secolo, rivelano l'impiego anche dell'onice di Gesualdo e sono quasi tutte ascrivibili alla mano di Raimondo Belli. Il pulpito e i confessionili lignei, di inizio Ottocento, sono attribuibili a Carmine Ravallese.
Di pregevole fattura sono le statue dei santi Nicola, Giuseppe e Andrea (XVIII - XIX sec.), come pure la bellissima Immacolata (XVIII sec.), opera di Giuseppe Picano restaurata in seguito alla sottrazione per furto, nel 1999, delle tre teste d'angelo collocate ai piedi della Vergine.
La chiesa custodiva numerose reliquie di santi martiri (tra cui  Acacio, Claudio, Costantino, Costanza, Irene, Vittorio) all'interno di reliquiari lignei seicenteschi, a braccio o a busto. Ad oggi è possibile venerare la manna di San Nicola e un osso di Sant'Andrea, quest'ultimo contenuto in un reliquario in argento del 1631, che fu donato dalla badessa Eleonora in occasione del suo trasferimento a Gesualdo dal celebre monastero del Goleto, avvenuto nel XVII secolo, e che ancora oggi viene esposto ai fedeli dal 30 novembre al 6 dicembre di ogni anno.
Interessante è pure la scala coclide in pietra che porta al pulpito e prosegue nel campanile, le cui campane furono fuse a Sant'Angelo dei Lombardi nel 1848.
L'edificio è sede della Parrocchia dei Santi Nicola di Bari e Antonino Martire, il cui territorio coincide con quello comunale, nonché del Centro di Coordinamento dei Gruppi di Preghiera "Padre Pio", dapprima a livello regionale (2017-2020), poi a livello diocesano (2020-oggi).